# 政体循環論
政体循環論（せいたいじゅんかんろん）とは、政体は歴史的に循環するという理論のこと。
プラトンやアリストテレスにも似たような政体変動についての理論が見られるが、循環という形で単純化してまとめたのは古代ギリシャの歴史家ポリュビオスである。
また、こうした政体の不安定化・流動化・極端化を抑制するために、混合政体が有効であるという見解も、上記三者では共通している。

## プラトン

### 『国家』
プラトンは、中期の『国家』第8巻において、哲人王が支配する理想的な政体である「優秀者支配制」から、軍人優位の「名誉支配制」、金持ち優位の「寡頭制」、衆愚的な「民主制」を経て、最終的に「僭主独裁制」へと政体が転落・堕落していく様を説明している。

### 『政治家』
後期の『政治家』では、以下のように政体を「支配者の数」と「善悪」によって6分類（プラトンは多数者支配である民主制に対しては善悪による区別を設けなかったので、厳密には5分類）したが、こうした分類法は形を変えつつ、アリストテレスやポリュビオスにも継承された。
- 「王制」（バシレイア） - 法律に基づく単独者支配
- 「僭主制」（テュランニス） - 法律に基づかない単独者支配
- 「貴族制」（アリストクラティア） - 法律に基づく少数者支配
- 「寡頭制」（オリガルキア） - 法律に基づかない少数者支配
- 「民主制」（デモクラティア） - 多数者支配（法律に基づくか否かでの区別無し）

|      | 法律遵奉時           | 法律軽視時           |
| ---- | -------------------- | -------------------- |
| 最良 | 単独者支配（王制）   | 多数者支配（民主制） |
| 中間 | 少数者支配（貴族制） | 少数者支配（寡頭制） |
| 最悪 | 多数者支配（民主制） | 単独者支配（僭主制） |

### 『法律』
最後の対話篇である『法律』第3巻では、スパルタ（ラケダイモン）の王家・長老会・民選の監督官から成る混合政体を、「調和」「適度」を保つことができる体制であるとして、クレタの国制と共に評価し、他方で民主制の下での自由追及に偏ってしまったアテナイと、君主制の下での専制に偏ってしまったペルシアを、両極端に偏ってしまった失敗例として言及している。

## アリストテレス
アリストテレスは、『政治学』第3巻7章において、政体/国制を、「国民共通の公共の利益」（すなわち、国民全体を「最高善」へと導いて行くこと）を目的とした正しい国制としての
- 「王制」（バシレイア）
- 「貴族制」（アリストクラティア）
- 「共和制」（ポリテイア[3]）

と、誤った逸脱的国制としての
- 「僭主制」（テュランニス） - 「独裁者の利益」を目的
- 「寡頭制」（オリガルキア[4]） - 「富裕者の利益」を目的
- 「民主制」（デモクラティア） - 「貧困者の利益」を目的

に6分類している。
|              | 正常                            | 逸脱的 |
| ------------ | ------------------------------- | ------ |
| 単独者支配   | 王制                            | 僭主制 |
| (少数者支配) | 貴族制                          | 寡頭制 |
| (多数者支配) | 共和制 (制限民主制/ 立憲民主制) | 民主制 |

そして第3巻15章において、王制から寡頭制、僭主制、民主制の順で政体が変動する説を披露している他、第5巻において、各国制に変革が生じる要因・メカニズムや、勢力均衡・中庸などの重要性を説いている。
また、第4巻11章-12章では、「中間層によって支配された混合政体」こそが、「極端な民主制」「極端な寡頭制」という両極端に走るのを防止し国制を安定させる、一般論として「現実的に最善の国制」であると指摘している。

## ポリュビオス
ポリュビオスは、著書『歴史』において、政体を以下のように6分類し、この順番通りに政体は転落・堕落して滅び、また1から始まって繰り返すという政体循環論を主張している。この循環をアナキュクロシス（希: ἀνακύκλωσις, anakyklosis）と言う。
1. 「王制」（バシレイア）
2. 「専制[5]」（テュランニス）
3. 「貴族制」（アリストクラティア）
4. 「寡頭制」（オリガルキア）
5. 「民主制」（デモクラティア）
6. 「衆愚制」（オクロクラティア[6]）

|            | 良性      | 悪性      |
| ---------- | --------- | --------- |
| 単独者支配 | 1. 王制   | 2. 専制   |
| 少数者支配 | 3. 貴族制 | 4. 寡頭制 |
| 多数者支配 | 5. 民主制 | 6. 衆愚制 |

また、共和制ローマの執政官・元老院・民会から成る混合政体を、政体を安定させ、循環論の流れに陥るのを抑止しているとして評価している。